# Soutou
Pour l'historien, voir Georges-Henri Soutou.
Soutou est un village du Sénégal situé en Basse-Casamance, dans le Fogny, entre Ziguinchor et la Gambie. Il fait partie de la communauté rurale de Tenghory, dans l'arrondissement de Tenghory, le département de Bignona et la région de Ziguinchor.

## Histoire
Le village s'appelait Bannering avant l’arrivée des Mandingues qui occupèrent le village peu de temps, mais le renommèrent « Soutou », déformation du mot suto qui veut dire en mandingue « la brousse ». L’objectif des Mandingues était de convertir les habitants à l’islam.
L’environnement forestier sauvage freina l’arrivée des colons et leur influence dans le village. La présence des premiers prêcheurs catholiques fut recensée dans le début des années 1900. Les prêtres s’installèrent à Bignona et s’appuyèrent sur des guides régionaux pour apporter la foi dans les villages environnants. On observe dans les villages avoisinants un partage des croyances religieuses à la suite des influences mandingues et occidentales.

## Population
Lors du dernier recensement (2002), la localité comptait 695 habitants et 97 ménages.
Le village comptait autrefois une population de plus de 1000 habitants. Mais, à la suite de l’exode rural des jeunes vers les grandes villes, le village ne compte plus, aujourd'hui en saison sèche, que 338 habitants. Cet exode fort met en péril l’avenir du village. Pendant la saison hivernale, correspondant aux vacances scolaires et aux travaux champêtres, la population difficilement quantifiable double quasiment.[réf. nécessaire]

## Géographie
Les voies de communications terrestres sont rendues difficiles face au mauvais entretien des routes. Le village de Soutou est situé à 7 km de Bignona, la capitale cantonale, à laquelle il est relié par une piste en terre. Il est également à 7 km de Tanghem (?). Il porte son nom à la suite de la déformation du mot suto qui veut dire en mandingue « la brousse ». Il est limité à l'Est par les villages de Niassarang et de Mangoule, à l'Ouest par les villages de Diaboudior et Eguilaye, au Sud par le village de Koutenghor.

### Activités économiques
Les ressources du village proviennent des activités suivantes : agriculture, élevage, transformation agroalimentaire, apiculture, production de savon, menuiserie, vannerie, couture, teinture, transports, maçonnerie, mécanique.